# Славка (пещера)
Славка — карстовая пещера на Украине неподалёку от села Кривче Тернопольской области. Памятник природы с 1996 года.

## Описание пещеры
Пещера образовалась в узком гипсовом массиве, ограниченном с трёх сторон оврагами и представляет собой лабиринт, развитый на 2—3 уровнях. Сформирована в закрытых гидрологических условиях за счёт восходящего потока напорных вод из подстилающего водоносного горизонта. Северо-восточная сторона соединена с большим гипсовым массивом, предполагается, что в эту сторону пещера имеет продолжение.

## История исследования
Пещера обнаружена в 1993 году киевскими спелеологами. В течение года велись раскопки, затем проведены 5 экспедиций, в ходе которых открыты более 8 километров ходов. Пещера считается не до конца исследованной.